# Беочин
Беочин (серб. Беочин, Beočin) — місто в Сербії, належить до общини Беочин Південно-Бацького округу в багатоетнічному, автономному краю Воєводина.

## Населення
Населення міста становить 8297 осіб (2002, перепис), з них:
- серби — 4695 — 58,26%;
- роми — 1019 — 12,64%;
- югослави — 693 — 8,60 %;
- хорвати — 507 — 6,29%;

Решту жителів  — з десяток різних етносів, зокрема: словаки, чорногорці, мадяри і кілька десятків русинів-українців.